# Tibor Erdey-Grúz
Tibor Erdey-Grúz (* 27. Oktober 1902 in Budapest; † 16. August 1976 ebenda) war ein ungarischer Physikochemiker und Politiker, der von 1953 bis 1956 als ungarischer Bildungsminister tätig war.

## Leben
Erdey-Grúz studierte in Budapest, wo er 1924 promovierte. Danach arbeitete er in Berlin und München, wo er mit Kasimir Fajans zusammenarbeitete.
In der Volksrepublik Ungarn war er ab 1952 Minister für Hochschulbildung unter dem stalinistischen Ministerpräsidenten Mátyás Rákosi, vom 4. Juli 1953  Bildungsminister in der Reformphase unter Nagy und in der Restalinisierungsphase unter András Hegedüs bis zum 30. Juli 1956. Er gehörte der kommunistischen Partei der Ungarischen Werktätigen (MDP) an.
Seit 1962 war er korrespondierendes und seit 1969 auswärtiges Mitglied der Akademie der Wissenschaften der DDR. 1966 wurde er als auswärtiges Mitglied in die Akademie der Wissenschaften der UdSSR aufgenommen.

## Schaffen
Erdey-Grúz arbeitete als Gastwissenschaftler zusammen mit Max Volmer. Zusammen leiteten sie eine Beziehung zwischen Überspannung und Stromdichte her, die heute als Butler-Volmer-Gleichung bekannt ist, obwohl die Gleichung treffender Erdey-Grúz-Volmer-Butler-Gleichung heißen würde, aber dieser Name wäre für den allgemeinen Gebrauch wohl zu lang. Daher wurde vorgeschlagen, die Gleichung stattdessen „Erdey-Grúz-Volmer-Gleichung“ zu nennen, auch weil die Bedeutung von Butlers Beitrag zur Herleitung der Gleichung angezweifelt worden war – diese Zweifel sind aber inzwischen ausgeräumt.
Erdey-Grúz schrieb mehrere Lehrbücher, vor allem zur physikalischen Chemie, aber auch zu den Themen Katalyse und Korrosion. Er war vom Februar 1970 bis zu seinem Tode 1976 Präsident der Ungarischen Akademie der Wissenschaften.

## Schriften (Auswahl)
- Fizikai-kémiai praktikum, 1965

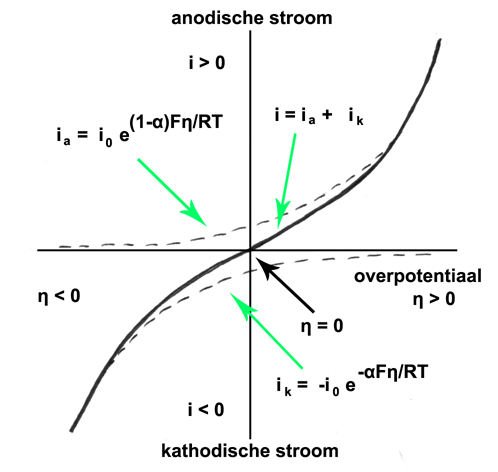
Butler-Volmer-Graph

Die folgenden Bücher sind auch ins Deutsche bzw. Englische übersetzt worden:
- Grundlagen der Struktur der Materie (1967; Az anyagszerkezet alapjai, Budapest 1961)
- Die chemischen Quellen der Energie (1971; Az energia kémiai forrásai, Budapest 1967)
- Transport phenomena in aqueous solutions (1974; Transzportfolyamatok vizes oldatokban, Budapest, 1971)
- Kinetik der Elektrodenprozesse (1975; Elektródfolyamatok kinetikája, Budapest, 1969; Kinetics of electrode processes, 1972)

## Ehrungen
Erdey-Grúz wurde zweimal, 1950 und 1956, mit dem Kossuth-Preis ausgezeichnet.